# Хана и нейните сестри
„Хана и нейните сестри“ (на английски: Hannah and Her Sisters) e американска филмова трагикомедия, написана и режисирана от Уди Алън, която излиза на екран през 1986 година. Филмът е първа съвместна работа на Алън с италианския оператор Карло Ди Палма. Сътрудничество, което ще продължи повече от десетилетие в 12 заглаваия подпечатани с името на режисьора. Хана и нейните сестри е най-сполучливата лента на автора в комерсиален смисъл, реализирайки най-високите приходи от произведенията на Уди. Успоредно с това, филмът е високо акламиран от критиката, получавайки номинации в седем категории за наградите „Оскар“, печелейки три от тях – „най-добър оригинален сценарий“, „най-добър поддържащ актьор“ за Майкъл Кейн и „най-добра поддържаща актриса“ за Даян Уийст.

## Сюжет
Произведението представя историята на обърканите взаимовръзки и копнежи в голяма американска фамилия. Нещата съвсем се забъркват, когато съпругът на главната героиня Хана и най-добър приятел на бившия ѝ мъж се влюбва до полуда в една от сестрите ѝ.

## В ролите
| Актьор           | Роля     |
| ---------------- | -------- |
| Уди Алън         | Мики Сач |
| Мия Фароу        | Хана     |
| Даян Уийст       | Холи     |
| Майкъл Кейн      | Елиът    |
| Барбара Хърши    | Лий      |
| Кари Фишър       | Ейприл   |
| Морийн О`Съливан | Норма    |
| Лойд Нолан       | Еван     |
| Макс фон Сюдов   | Фредерик |

## Награди и Номинации
Награди на Американската Филмова Академия „Оскар“
- Награда за най-добър оригинален сценарий за Уди Алън
- Награда за най-добър поддържащ актьор за Майкъл Кейн
- Награда за най-добра поддържаща актриса за Даян Уийст

- Номинация за най-добър филм
- Номинация за най-добър режисьор за Уди Алън
- Номинация за най-добър монтаж за Сюзън Морс

Награди БАФТА
- Награда за най-добър оригинален сценарий за Уди Алън
- Награда за най-добър режисьор за Уди Алън

- Номинация за най-добър филм
- Номинация за най-добър актьор за Уди Алън
- Номинация за най-добър актьор за Майкъл Кейн
- Номинация за най-добра актриса за Мия Фароу
- Номинация за най-добра поддържаща актриса за Барбара Хърши